# Ixora andamanensis
Ixora andamanensis är en måreväxtart som beskrevs av Cornelis Eliza Bertus Bremekamp. Ixora andamanensis ingår i släktet Ixora och familjen måreväxter. Inga underarter finns listade i Catalogue of Life.